# 応召義務
応召義務（応招義務、おうしょうぎむ）は、日本の医師法および歯科医師法において医師・歯科医師が診療行為を求められたときに、正当な理由がない限りこれを拒んではならないとする法的義務のこと。
応召義務の要件に関する行政の見解は昭和24年(1949年)の厚生省通達で示されていた。
通達後70年がたち、医療を取り巻く環境の変化を反映するため、令和元年（2019年）12月の厚生労働省通達で大幅な見直しが行われ、応召義務の範囲が大幅に狭められるとともに、初めて「応召の義務は医師が国に対して負担する公法上の義務であり、医師の患者に対する私法上の義務ではない」ことが明記された。

## 日本における応召義務

### 医師法第19条第1項および歯科医師法19条1項
診療に従事する医師は、診察治療の求があつた場合には、正当な事由がなければ、これを拒んではならない。—医師法第19条第1項
診療に従事する歯科医師は、診察治療の求があつた場合には、正当な事由がなければ、これを拒んではならない。—歯科医師法19条第1項
医師法第19条の応召義務に関する行政の考え方は昭和24年(1949年)の厚生省通達で示されていたが、医師法制定時から医療提供体制が大きく変化していることに加え、勤務医の過重労働が問題となる中で再整理が行われ、令和元年(2019年）12月に厚生労働省通達が出された(令和元年12月25日医発第1225号厚生労働省医務局長通知「応招義務をはじめとした診察治療の求めに対する適切な対応の在り方等について」）。そのため令和元年12月以降で大きく応召の義務の要件が変化し、過去の基準の見直しも行われている。
令和元年の厚生労働省通達ではまず応召の義務は、「医師が国に対して負担する公法上の義務であり、医師の患者に対する私法上の義務ではない」と明記した。緊急対応の必要性が最も重要な考慮要素だが、それに加えて診療時間・勤務時間内であるか否か、患者との信頼関係があるか否かも重要な考慮要素であるとした。
具体的には診療時間外・勤務時間外であることを理由に診療を拒むことは正当化され、患者と医者の信頼関係が喪失している場合には、新たな診察を拒むことも正当化された。
過去の通達との変化では、「休診日であっても、急患に対する応招義務を解除されるものではない」（昭和30年10月26日医収第1377号厚生省医務局長回答「診療所の一斉休診の可否について」）としていたものが、「診療時間外・勤務時間外であることを理由に診察を拒否しても応召の義務違反に当たらない」（厚生労働省医発第1225号「応招義務をはじめとした診察治療の求めに対する適切な対応の在り方等について」）と正反対の要件変更となっている。
患者に与えるべき必要にして十分な診療とは医学的に見て適正なものをいうのであって、入院を必要としないものまでをも入院をさせる必要のないことはもちろんである（昭和24年9月10日医発第752号厚生省医務局長通知「病院診療所の診療に関する件」）。
具体的にどのような状況にあれば「正当な事由」と判定されるかは、事案ごとに社会通念上妥当であるか否かが総合的に考慮される。

### 令和元年12月25日厚生労働省通達
昭和24年（1949年）の厚生省通達、医師法制定時から70年が経過して、医師法制定時から医療提供体制が大きく変化していることに加え、勤務医の過重労働が問題となる中で、応召の義務の整理が行われた。新たに追加整理された部分は以下のとおり。
- 応召の義務は国に対する公法上の義務であり、患者に対する義務ではないと明記。
- 緊急対応が必要な場合
  - 診療時間内・勤務時間内：専門性や他施設の受け入れなど他の医療機関等による医療提供の可能性（医療の代替可能性）を総合的に勘案しつつ、事実上診療が不可能といえる場合は診療しないことが正当化される。
  - 診療時間外・勤務時間外の場合：応急的に必要な処置をとることが望ましいが、原則、公法上・私法上の責任に問われることはない。
- 緊急対応が不要な場合
  - 診療時間内・勤務時間内の場合：緊急対応時の要件に加え患者と医療機関・医師・歯科医師の信頼関係等も考慮して緩やかに解釈される。
  - 診療時間外・勤務時間外の場合：即座に対応する必要はなく、診療しないことは正当化される。
- 患者の迷惑行為：診療の基礎となる信頼関係が喪失している場合には、新たな診療を行わないことが正当化される（診察内容と関係ないクレームなど）。
- 医療費不払い：以前に医療費の不払いがあったとしても、そのことのみをもって診療しないことは正当化されない。しかし、支払能力があるにもかかわらず悪意を持ってあえて支払わない場合等には、診療しないことが正当化される。
- 入院：医学的に入院の継続が必要ない場合には、通院治療等で対応すれば足りるため、退院させることは正当化される。

|                    |    | 緊急対応                                                                                                   | 緊急対応                                                                                             |
| ------------------ | -- | --- | --- |
|                    |    | 必要 | 不要                                                                                                 |
| 診療時間・勤務時間 | 内 | 事実上診療が不可能な場合のみ診療拒否ができる                                                               | 原則として診療に応じる義務はあるが、診療拒否の当否は、緊急対応が必要な場合に比べて穏やかに判断される |
| 診療時間・勤務時間 | 外 | 応急的に必要な処置をとることが望ましいが、診療拒否をしても、原則、公法上・私法上の責任に問われることはない | 即座に対応する必要はなく、診療しないことは正当化される                                               |

過去の判例・通達によれば、以下の通りとなる（通達に関しては令和元年12月25日医発第1225号が最新となる）。
医師側の事情
- 乗用車同士の正面衝突事故で意識不明となった20歳男性が搬送された病院で三次救急患者（両側肺挫傷・右気管支断裂）と診断され、最寄りの救急告示病院への受け入れ要請が行われた。同院の当直医師は診察中であり、脳外科医師および整形外科医師は宅直で在院していないことを理由に受け入れを拒否した。患者は市外の病院に搬送され手術を受けたが死亡した。裁判所は「救急担当医師（外科の専門医師を含む）が具体的にいかなる診療に従事していたかを被告病院が主張・立証しなかった」と判断し、応召義務違反として損害賠償請求を認めた（神戸地裁判決平成4年6月30日）。

患者側の事情
- 医業報酬が不払いであってもこれを理由に診療を拒むことはできない（昭和24年9月10日医発第752号厚生省医務局長通知「病院診療所の診療に関する件」）。令和元年の通達で支払能力があるにもかかわらず悪意を持ってあえて支払わない場合等には、診療しないことが正当化されるとしている(令和元年12月25日医発第1225号厚生労働省医務局長通知「応招義務をはじめとした診察治療の求めに対する適切な対応の在り方等について」）。
- 医師が入院の必要性なしと判断しているのに、医療過誤があったことを理由に5年以上も医療費を支払わず公立病院に入院し続けた患者に対して、病院からの退去が認められた（岐阜地裁判決平成20年4月10日）。
- 診療と無関係な歯科医師との男女交際を主要な目的として診察を求めた患者が、診療を拒否され、「応招義務違反のため症状が悪化した」として損害賠償を求めたが、認められなかった（東京地裁判決平成17年5月23日[4]）。
- 中国で1790万円を支払い腎移植手術を受けた患者が帰国後、フォローアップ治療のために浜松医科大学医学部附属病院を受診した際に病院側が「臓器取引と移植ツーリズムに関するイスタンブール宣言」に反するとして診療を拒否した事案で、患者側が不法行為と債務不履行の双方で損害賠償請求を行った訴訟で、2018年12月14日に静岡地方裁判所の判決、2019年5月16日には東京高等裁判所で控訴審の判決いずれも患者側敗訴の判決が出され、患者側は上告したが上告不受理となり、高裁判決が確定した[5]。

地域の事情
- 天候の不良等も、事実上往診の不可能な場合を除いて「正当な事由」には該当しない（昭和24年9月10日医発第752号厚生省医務局長通知「病院診療所の診療に関する件」）。

なお、医師法第19条違反に対する罰則は定められていない。しかしながら、その状況によっては、保護責任者遺棄罪（刑法第218条）を構成したり、義務違反を反復するが如き場合においては「医師としての品位を損する行為」（医師法第7条）での医師免許取消または停止の行政処分を受ける可能性がある（昭和30年8月12日医収第755号厚生省医務局医務課長回答「所謂医師の応招義務について」）。また「医師が診療拒否によって患者に損害を与えた場合には、医師に過失があると一応の推定がなされ、診療拒否に正当な事由があるとの反証がない限り、医師の民事責任が認められると解すべきである」とされ（千葉地裁判決昭和61年7月25日）、民事上の責任（債務不履行、不法行為等）も問われうる。
一方、患者の側も、十分な治療を受けるためには医師の意見を尊重し治療に協力する必要があるのは当然であり（最判平成7年4月25日）、公的医療保険各法では、患者が療養指示に従わない場合、保険給付の一部を行わないことができる旨定められている（健康保険法第119条など）。

### 他法令の類似規定
獣医師、薬剤師、助産師についても、同様の規定がある。

診療を業務とする獣医師は、診察を求められたときは、正当な理由がなければ、これを拒んではならない。
--獣医師法第19条第1項

調剤に従事する薬剤師は、調剤の求めがあつた場合には、正当な理由がなければ、これを拒んではならない。
--薬剤師法第21条

業務に従事する助産師は、助産又は妊婦、じよく婦若しくは新生児の保健指導の求めがあつた場合は、正当な事由がなければ、これを拒んではならない。
--保健師助産師看護師法第39条第1項

## 欧米の医療制度との比較
アメリカ医師会倫理綱領は8.11 Neglect of Patient（患者の遺棄）において「医師は患者を選ぶ権利を有する」としており日本の医師法の応召義務とは対応が異なっている。綱領の9.06 Free Choice（選択の自由）では「個人が一般的に医師を選択することを保障する」とする一方、「医師が個人を患者として受け入れることを断わることもできる」と明記している。
また、ドイツでは、医師は医療業務に就いている場所において、その場所を管轄する地域の救急医療システムを整備し、その業務に参加し、奉仕する義務（地域の救急医療システムに対する責任）を負うとしており、日本の応召義務とは性格が異なる。